# Sternmull
Der Sternmull oder Sternnasenmaulwurf (Condylura cristata) ist eine Säugetierart aus der Familie der Maulwürfe (Talpidae). Er lebt im östlichen Nordamerika, sein Verbreitungsgebiet erstreckt sich von Labrador in Kanada südwärts bis nach Georgia in den USA. Die bevorzugten Lebensräume bestehen aus Wäldern, feuchten Wiesen und sumpfigen Gebieten sowie Uferbereiche verschiedenster Gewässer. Die Tiere kommen vom Meeresspiegelniveau bis in mittlere Berglagen vor.
Äußerlich ähnelt der Sternmull anderen Maulwürfen. Er ist mit seinem walzenförmigen Körper, dem kurzen Hals und den breiten, nach außen gedrehten und grabschaufelartigen Vorderfüßen an eine grabende Lebensweise angepasst. Der Schwanz ist aber länger als bei vielen anderen grabenden Maulwürfen. Von allen anderen Mitgliedern der Familie unterscheidet sich der Sternmull durch 22 fingerförmige Hautanhänge auf der Nase. Hierbei handelt es sich um ein hochsensibles Tastwerkzeug, das das Eimersche Organ trägt.
Die Tiere leben sowohl unterirdisch als auch teilweise im Wasser. Sie graben teils komplexe Gänge im Untergrund, deren Eingänge meist unter Wasser liegen. Einzelne mit Pflanzenmaterial ausgestattete Nestkammern befinden sich oberhalb der Wasserlinie. Angezeigt werden die Tunnel durch Maulwurfshügel. Außerdem ist der Sternmull ein guter Schwimmer und bewegt sich paddelnd mit den Vorderfüßen fort. Die Aktivitätszeit verteilt sich zyklisch über den Tag. Möglicherweise sind die Tiere sozialer als andere Maulwürfe. Die Hauptnahrung besteht aus Würmern und Insekten, die überwiegend im Wasser gefangen werden. Die empfindlichen fingerförmigen Hautanhänge an der Nase unterstützen die Beutesuche und ermöglichen ein effektives und schnelles Aufspüren. Die dabei ermittelten Reaktions- und Handlungszeiten gehören zu den schnellsten unter den Säugetieren. Des Weiteren vermag der Sternmull unter Wasser Geruchsstoffe aufzunehmen. Die Fortpflanzung erfolgt monogam und in der Regel im Frühjahr. Der Wurf bestehend aus bis zu sieben Jungen wird rund einen Monat aufgezogen.
Die westliche Welt erfuhr erstmals Mitte des 18. Jahrhunderts vom Sternmull, kurz darauf im Jahr 1758 erfolgte die wissenschaftliche Benennung. Anfangs den Rotzahnspitzmäusen zugerechnet, erhielt der Sternmull im Jahr 1811 seine eigene Gattung unter der Bezeichnung Condylura. Es werden häufig zwei Unterarten unterschieden, deren tatsächlicher Bestand aber nicht eindeutig ist. Fossil traten Vorfahren des heutigen Sternmulls erstmals im beginnenden Oberen Miozän auf. Die bisher insgesamt eher spärlichen Funde verteilen sich sowohl auf Nordamerika als auch auf Eurasien. Während die eigentliche Herkunft der Gattung Condylura bisher unbekannt ist, stammen die pleistozänen Fossilien allesamt aus dem Bereich des gegenwärtigen Verbreitungsgebietes. Der heutige Bestand wird als nicht gefährdet eingestuft.

## Merkmale

### Habitus
Der Sternmull ist ein kleiner Vertreter der Maulwürfe. Die Tiere erreichen eine Kopf-Rumpf-Länge von 9,6 bis 12,8 cm. Der Schwanz ist länger als der zahlreicher anderer Maulwürfe und wird 6,5 bis 8,4 cm lang, was in etwa einem Drittel der Gesamtlänge eines Individuums entspricht. Das Gewicht variiert zwischen 27 und 52 g. Männliche und weibliche Exemplare unterscheiden sich in diesen Maßen nicht, so dass kein ausgeprägter Geschlechtsdimorphismus besteht. Allerdings sind Tiere im nördlichen Teil des Verbreitungsgebietes durchschnittlich größer als solche im südlichen. Im äußeren Erscheinungsbild stimmt der Sternmull mit den Angehörigen der Neuweltmaulwürfe und anderer grabender Maulwürfe überein. Er zeigt dadurch Anpassungen an eine unterirdische Lebensweise. Der Rumpf ist walzenförmig, der zugespitzte Kopf sitzt auf einem kurzen, kaum sichtbaren Hals. Die Vordergliedmaßen sind zu Grabwerkzeugen umgebildet. Die mit der Handfläche nach außen gedrehten Hände wirken schaufelförmig und enden in fünf Strahlen, die kräftige Krallen tragen. Diese sind aber nicht so robust wie bei anderen grabenden Maulwürfen. Die schlankeren und weniger spezialisierten Hinterbeine besitzen ebenfalls fünf Zehen. Die Länge des Hinterfußes beträgt 2,6 bis 3,0 cm. Das Fell ist dicht, aber rauer als das vieler anderer Maulwurfsarten. Es hat meist eine schwarzbraune oder schwarze Färbung ohne auffallenden metallischen Glanz. Der Rücken ist dunkler als die Unterseite. Der im Querschnitt runde Schwanz weist eine eingezogene Basis auf, verdickt sich etwas und nimmt zur Spitze hin dann kontinuierlich wieder an Dicke ab. Bedeckt wird er von Schuppenringen. Im Winter kann der Schwanz auf das drei- bis vierfache seiner normalen Breite anschwellen und fungiert dann als Fettspeicher. Das auffallendste Kennzeichen des Sternmulls findet sich an der Nase. Beide Nasenlöcher werden von jeweils elf fingerförmigen Hautanhängen umringt, rund 5 % aller untersuchten Individuen haben mehr als 22 dieser Tentakel. Der Kopf ist wie bei den übrigen Maulwürfen langgestreckt, die Augen bleiben entsprechend zu anderen Maulwürfen mit einem Durchmesser von 0,9 mm sehr klein. Äußere Ohrmuscheln sind nicht erkennbar, jedoch sind die äußeren Gehörgänge vergleichsweise groß. Weibchen besitzen vier Paaren an Zitzen.

### Schädel- und Gebissmerkmale
Der Schädel wird 32,1 bis 35,2 mm lang und an den Warzenfortsätzen 12,7 bis 13,8 mm breit. Im Bereich der Orbita verengt er sich auf 6,6 bis 7,3 mm. Wie bei den meisten Maulwürfen ist er langgestreckt, allerdings am Hirnschädel deutlich höher und gewölbter sowie am Rostrum enger. Allgemein sind die Schädelknochen grazil gebaut. Die Mittelkieferknochen zieht markant hinter das vordere Ende des Nasenbeins. Die Kontaktstelle beider Nasenbeine weist am hinteren Ende eine deutliche Leiste auf. Der Jochbogen ist kurz und dünn mit einem geraden Verlauf. Nach hinten steigt er steiler an als bei den meisten anderen Maulwürfen. Die Warzenbeine sind schwach ausgeprägt, die Paukenblasen nur unvollständig entwickelt. Am Mittelohr weisen die Gehörknöchelchen keine Vergrößerungen auf, was insbesondere den Hammer betrifft. Häufig wird dies mit dem Hören im höherfrequenten Bereich verbunden. Ebenso wirkt der Unterkiefer leicht gebaut. Der horizontale Knochenkörper ist niedrig, der aufsteigende Ast grazil und der Winkelfortsatz fein ausgezogen. Die gesamte Schädelstruktur reflektiert eine nur schwach entwickelte Kaumuskulatur.
Das Gebiss besteht aus 44 Zähnen, wodurch die ursprüngliche Zahnzahl der Höheren Säugetiere bewahrt blieb. Die Zahnformel lautet dementsprechend: {\displaystyle {\frac {3.1.4.3}{3.1.4.3}}}. Die Bezahnung zeigt sich insgesamt schwach ausgebildet. Der obere vordere Schneidezahn ist groß, gebogen und nach vorn gerichtet. Der zweite wiederum wird deutlich kleiner, während der dritte einem großen Eckzahn gleicht (caniniform). Der eigentliche obere Eckzahn folgt nach einem Diastema und ist schlank gebaut sowie niedrig. Im Unterkiefer weisen die Schneidezähne nach vorn, der erste überragt die beiden nachfolgenden deutlich. Sowohl die oberen als auch die unteren Prämolaren stehen nicht in einer geschlossenen Reihe, sondern werden durch kleine Lücken voneinander getrennt. Die unteren Prämolaren sind klein und seitlich verschmälert. Die Molaren werden durch mehrere große Haupthöcker auf den Kauflächen charakterisiert. Alle hinteren Zähen weisen niedrige (brachyodonte) Zahnkronen auf. Die obere Zahnreihe misst 10,0 bis 11,8 mm in der Länge. Ein Wechsel zwischen dem Milch- und Dauergebiss findet nicht statt.

### Skelettmerkmale
Die Wirbelsäule besteht aus 7 Hals-, 13 Brust-, 6 Lenden-, 5 Kreuzbein- und 19 bis 20 Schwanzwirbel. Die Halswirbel sind in ihrer Höhe stark gestaucht, was den kurzen Hals bewirkt. Das Schlüsselbein ist ebenfalls kurz, mit einer doppelten Länge gegenüber der Breite, aber nicht so extrem würfelartig wie bei den Eigentlichen Maulwürfen (Talpini) oder den Neuweltmaulwürfen (Scalopini). Ebenso ist das Schulterblatt sehr schmal und es tritt, abweichend von den meisten anderen grabenden Maulwürfen noch ein Metacromion auf, ein Fortsatz am Acromion. Entsprechend den grabenden Maulwürfen stellt der Oberarmknochen ein massives Element dar. Seine Länge übertrifft die Breite nur um das Anderthalbfache. Er besitzt eine kräftige Pectoralleiste als Muskelansatzstelle. Am unteren Ende ist die Leiste der Trochlea, eine Gelenkrolle, etwa mittig gelegen, bei anderen grabenden Maulwürfen verschiebt sie sich mehr zur Innenseite. An der Hand verbreitert ein zusätzliches Sesambein die Handfläche und wird als Präpollex („Vordaumen“) oder Os falciforme bezeichnet. Er fällt aber nicht so robust aus wie bei vielen anderen grabenden Maulwürfen.

### Eimersches Organ

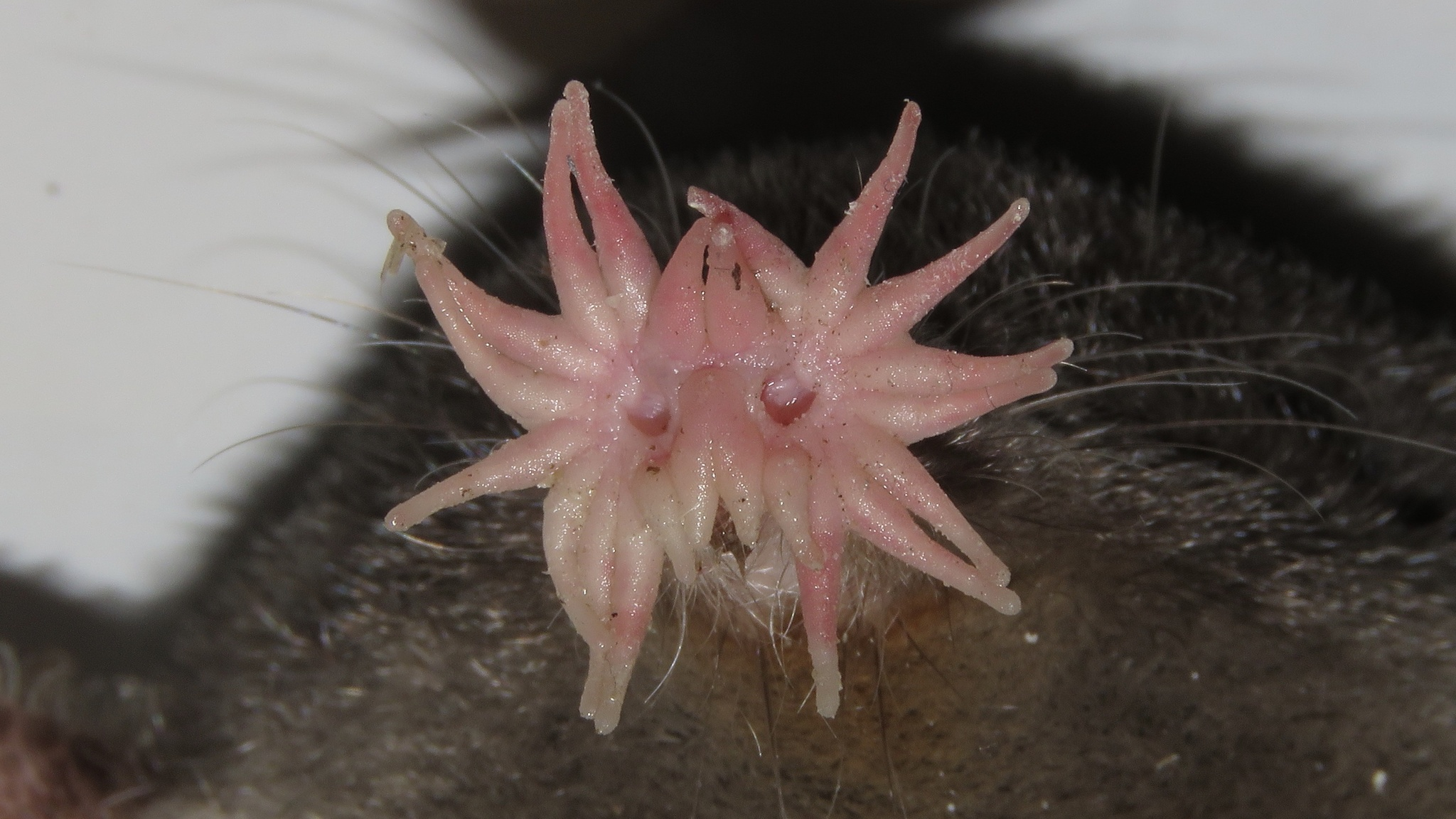
Detailansicht der Tastorgane

Um die beiden Nasenlöcher an der Spitze der Schnauze besitzt der Sternmull jeweils elf kreisförmig angeordnete, fingerartige Hautanhänge. Sie werden nummeriert in der Regel beginnend mit dem ersten oben in der Mitte und dann fortlaufend für jedes Nasenloch im oder entgegen dem Uhrzeiger endend mit dem elften unten in der Mitte. Tentakel 1 sowie Tentakel 10 und 11 sind mit 1,3 bis 1,5 mm beziehungsweise 2,0 bis 2,5 mm Länge am kürzesten. Sie haben außerdem eine sehr breite Basis, so dass sie insgesamt konisch wirken. Die weiter seitlich fächernden Tentakel 2 bis 9 sind deutlich länger und erreichen mit Tentakel 8 und 9 Längen von 3,2 bis 4 mm. Jeder Tentakel besteht aus einem zentralen Nervenstrang, der von einer sehr dünnen Schicht an Bindegewebe umgeben ist, das oberflächig wiederum von Blutgefäßen durchzogen ist. Umhüllt wird dies von einer dickeren Hautschicht. Im Gegensatz zu den kurzen oberen und unteren mittig gelegenen Fortsätzen sind die seitlichen Tentakel freier beweglich. Jeder einzelne Tentakel kann unabhängig gesteuert werden. Gewährleistet wird dies durch ein komplexes Muskelsystem, etwa der Musculus zygomaticus major sowie minor und der Muskulus levator alae nasi superioris (alternativ auch Musculus nasolabialis und Muskulus dilatator nasi genannt), die die Struktur mit dem Kopf verbinden und durch ihre Streckung auch den rüsselartigen Charakter der Nase hervorrufen. Die Oberfläche jedes Tentakels ist mit tausenden buckelartigen Aufwölbungen überzogen, deren Durchmesser 40 bis 50 μm beträgt. Es handelt sich hierbei um Rezeptoren, die als Eimersches Organ bezeichnet werden und aus ausgestülpter Haut mit jeweils freien Nervenenden bestehen. Die gesamte Oberfläche der sternenartigen Struktur umfasst schätzungsweise 26.000 Rezeptoren. Dadurch entsteht ein hochsensibles Tastorgan, das umso effektiver ist, da durch die Form der Struktur selbst die berührungsempfindliche Oberfläche stark vergrößert ist. Die Fläche der Struktur wird mit 0,9 cm² angegeben, was in etwa neunmal soviel ist wie bei anderen Maulwürfen ohne diese Bildung.

### Genetische Merkmale
Der diploide Chromosomensatz lautet 2n = 34. Die fundamentale Nummer, also die Anzahl der Arme der Autosomen, beträgt 64. Der Sternmull entspricht damit weitgehend den anderen nordamerikanischen Maulwürfen mit Ausnahme des Amerikanischen Spitzmulls (Neurotrichus gibbsii). Die Gestalt des X- und Y-Chromosoms sind nicht bekannt.

## Verbreitung und Lebensraum

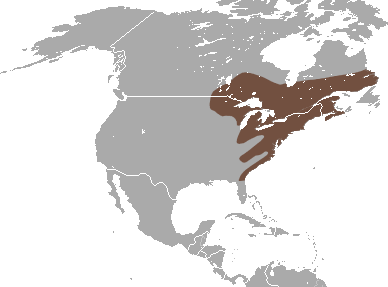
Verbreitungsgebiet des Sternmulls

Der Sternmull ist im östlichen Nordamerika beheimatet. Sein Verbreitungsgebiet bedeckt einen größeren Bereich des östlichen Kanadas und der USA. Im kanadischen Teil erstreckt es sich von Manitoba über Labrador bis nach Nova Scotia, womit die Art weiter nördlich vorkommt als alle anderen nordamerikanischen Maulwürfe. Die Nordgrenze wird ungefähr am 55. nördlichen Breitengrad erreicht. In den USA ist der Sternmull von Minnesota ostwärts über Wisconsin und Ohio und dem nördlichen Indiana bis zur Atlantikküste und dort südwärts bis in das südliche Georgia anzutreffen. Das Vorkommen schließt auch die Appalachen bis zum östlichen Tennessee und westlichen North Carolina ein.
Die Tiere bewohnen verschiedene Lebensräume, sind dabei jedoch auf relativ feuchte oder wenig entwässerte Böden angewiesen. Die bevorzugten Lebensräume umfassen sowohl Nadel- als auch Laubwälder, Lichtungen, feuchte Wiesen, Sumpf- und Moorgebiete sowie die Uferbereiche von Flüssen, Seen und Tümpeln. Häufig nutzt der Sternmull Laubfallschichten in der Nähe von Gewässern, teilweise aber auch Heuhaufen auf Wiesen. Die Höhenverbreitung reicht vom Meeresspiegelniveau bis auf rund 1676 Höhenmeter. Der höchste Nachweis erfolgte bisher in den Great Smoky Mountains als Teil der Appalachen im Grenzgebiet von Tennessee und North Carolina im südlichen Teil des Verbreitungsgebietes. Im Norden werden selten 570 Höhenmeter überschritten, doch ist der Sternmull am East Mountain in Vermont bis auf 1042 Höhenmeter dokumentiert. Die Populationsdichte beträgt in begünstigten Bereichen bis zu 25 Individuen je Hektar, kann aber im Extremen auf bis zu 75 Tiere auf einer vergleichbar großen Fläche ansteigen.

## Lebensweise

### Territorialverhalten
Die Lebensweise des Sternmulls ist in Teilen relativ gut erforscht. Er besitzt anatomisch Anpassungen an eine grabende Lebensweise, was etwa durch den massiven Oberarmknochen und die schaufelartigen, nach außen gedrehten Hände angezeigt wird. Allerdings hält er sich teilweise auch im Wasser auf und ist damit auch semi-aquatisch. Bei seinen grabenden Aktivitäten errichtet der Sternmull ein unterirdisches Gangsystem, deren Tunnel einen Durchmesser von 3,3 bis 7,6 cm haben. Sofern diese in sumpfigen oder Landschaften oder in Gewässernähe entstehen, finden sich die Eingänge immer im Wasser. Tiefe Gänge reichen bis zu 60 cm in den Untergrund und dienen in der Regel der Aufzucht des Nachwuchses, als Rückzugsort oder der Nahrungssuche im Winter. Flache, nur gering unter der Erdoberfläche verlaufende Gänge sind wenig stabil. Sie fungieren weitgehend als Falle für Beutetiere. Außerdem fehlen die typischen Oberflächenrippeln, wie sie bei anderen grabenden Maulwürfen entstehen. Das Graben erfolgt alternierend oder gleichzeitig mit den breiten Händen, wobei der Körper gedreht wird. Der dabei anfallende Aushub wird mit Hilfe der Vorderfüße und der Schultern an die Oberfläche gepresst. Die sich so anhäufenden Auswurfhügel (Maulwurfshügel) haben einen Durchmesser von 25 bis 60 cm und sind rund 15 cm hoch. Auf einer Fläche von 6 × 9 m können innerhalb von zehn Tagen bis zu 16 Hügel entstehen. Die Gangsysteme verfügen über Nestkammern als Ruheplatz. Diese befinden sich stets über dem Wasserspiegel und in der Nähe von Baumstümpfen. Sie weisen Längen von 13 bis 18 cm und Höhen von 8 bis 13 cm auf. Ausgestattet sind sie mit Pflanzen in Form von Stroh, Blättern oder Gras, bei einem untersuchten Gangsystem fand sich hauptsächlich Rohrkolben. Im Winter graben sich die Tiere auch durch Schneeanhäufungen. Generell ist der Sternmull häufiger an der Erdoberfläche anzutreffen als andere grabende Maulwürfe. Hier kann er Laufgeschwindigkeiten von bis zu 8 km/h auf kurzen Distanzen erreichen.
Einen größeren Teil seiner Aktivitäten verbringt der Sternmull im Wasser, dies betrifft vor allem die Winterzeit. Das Schwimmen erfolgt abweichend von den ebenfalls semi-aquatischen Desmanen (Desmanini) mit den breiten Vorderfüßen, häufig alternierend. Die Hinterfüße bewegen sich gleichgerichtet zu den Vorderfüßen, tragen aber nur einen geringen Anteil zur Vorwärtsbewegung bei. Beim gleichzeitigen Einsatz aller vier Füße entstehen typische Zick-Zack-Bewegungen im Wasser. Der Schwanz pendelt seitlich und wird als Steuerruder eingesetzt. Tauchgänge dauern in der Regel rund neun Sekunden, können jedoch bis zu 47 Sekunden anhalten. Zwischen einzelnen Tauchaktionen verbleibt ein Tier rund 33 Sekunden an der Wasseroberfläche. Die Länge der Tauchgänge hängt von der Temperatur des Wassers ab, sie sind ausgiebiger, je wärmer das Wasser ist. Die Lungen- wie auch die Speicherkapazität für Sauerstoff sind beim Sternmull höher als im Vergleich zum Ostamerikanischen Maulwurf (Scalopus aquaticus). Die Orientierung im Wasser, aber auch an Land erfolgt zum Großteil über den Tastsinn, wofür sowohl die Vibrissen als auch das ausgeprägte Eimersche Organ der fingerförmigen Hautanhänge verantwortlich sind. Die Funktion der anderen Sinne wird weitgehend diskutiert. Experimenten zufolge vermögen die Augen zwischen Hell und Dunkel zu unterscheiden. Dem Gehör kommt möglicherweise aufgrund der großen Gehörgänge eine stärkere Bedeutung zuteil als bei anderen Maulwürfen. Der Geruchssinn galt lange Zeit als wenig entwickelt. Allerdings hat der Sternmull ähnlich dem Russischen Desman (Desmana moschata) eine spezielle Methode unter Wasser entwickelt. Hierbei stößt er aus der Nase Luftblasen aus. An diese haften Geruchspartikel an, welche beim Wiedereinatmen der Luftblasen auf- und wahrgenommen werden können. Auch spielen Duftmarken zur Orientierung und Kommunikation eine gewisse Rolle.
Der Sternmull ist sowohl tag- als auch nachtaktiv. Sein Tagesrhythmus besteht aus zwei bis vier Stunden an Aktivität, die von drei bis fünf Stunden währenden Ruhephasen abgelöst werden. Zur Ruhe bettet sich ein Tier seitlich mit dem Kopf unter den Vorderfüßen. Das Sozialleben des Sternmulls ist hingegen nur wenig untersucht. Möglicherweise sind die Tiere geselliger als die meisten anderen Maulwürfe. Dem häufig beobachteten gemeinsamen Auftreten von männlichen und weiblichen Tieren nach formt er lose Gruppen aus näher miteinander verwandten Individuen oder geht Paarbindungen lange vor der eigentlichen Fortpflanzung ein. Für die Lautkommunikation sind einzelne Keuchlaute bei ausgewachsenen Tieren und hohe Kreischlaute bei Jungtieren bekannt. Der Aktionsraum eines Individuums ist meist nicht größer als 4000 m². Einzelne Exemplare können sich bis zu 800 m von Wasserstellen entfernen.

### Ernährungsweise und Energiehaushalt
Die Nahrung des Sternmulls besteht hauptsächlich aus Wirbellosen. Ihre Beute suchen die Tiere sowohl an Land, wobei sie dann ihre Gänge und Tunnel durchstreifen oder Blätterabfall durchstöbern, als auch im Wasser. Im letzteren Fall geschieht dies auch, wenn die Wasseroberfläche im Winter vereist ist. Bei Individuen, die in Nähe von Gewässern leben, macht die terrestrische Beute nur 12 bis 25 % aus, der überwiegende Teil ist aquatischer Natur. Nach Analysen von Mageninhalten von 107 Individuen aus der Umgebung großer Gewässer bestand ein Anteil von fast 50 % aus Ringelwürmern, darunter häufig Egel. Insekten konnten bis zu 33 % erreichen. Hierbei dominierten Larven von Köcherfliegen, Steinfliegen, Zuckmücken, Libellen, Schnaken, Bremsen und Schwimmkäfern. Von geringerer Bedeutung waren Krebstiere mit 6,5 %, Weichtiere mit 2,2 % sowie landlebende Insekten und kleinere Fische. Bei Tieren in der Umgebung von nur kleinen Gewässern können Regenwürmer bis zu 84 % der Nahrung bilden. Tiere in Gefangenschaft fraßen außerdem Mehlwürmer und Fleisch. Fütterungen mit Regenwürmern zeigten, dass ein einzelner Sternmull innerhalb von zwei Wochen 1850 Exemplare vertilgte. Die tägliche benötigte Nahrungsmenge liegt bei knapp der Hälfte des eigenen Körpergewichts.
Zum Aufspüren der Beute kommt vorwiegend der Tastsinn zum Einsatz. Hier haben die fingerförmigen Hautanhänge größte Bedeutung, die mit tausenden Rezeptoren für sensorische Impulse ausgestattet sind. Die Tentakel sind bei der Suche ständig in Bewegung mit Ausnahmen der jeweils mittleren, die strikt nach vorn zeigen. Mit Hilfe der Hautanhänge kann ein Sternmull innerhalb einer Sekunde bis zu 13 unterschiedliche Bereiche erkunden, einzelne Berührungen beanspruchen dabei nur 25 bis 50 Millisekunden. Innerhalb dieser Zeitspanne entscheidet ein Individuum, ob es eine potentielle Beute geortet hat (angenommen wird, dass die Neuronen zur Informationsübermittlung insgesamt 17 Millisekunden von den Tentakeln zum Gehirn und wieder zurück benötigen). Für ein 0,8 bis 2 mm großes Beuteobjekt mit einem Energiegehalt von rund 10 J braucht ein Tier im Durchschnitt 227 Millisekunden Handlungszeit, angefangen von der Ortung, über das Fangen mit den vorderen Zähnen bis hin zum anschließenden Zerkauen, wobei die Spanne von 120 bis 440 Millisekunden reicht. Acht bis zehn derartige Beutestücke können so in 1,8 bis 2,3 Sekunden verspeist werden. Aufgrund dieser extrem kurzen Reaktions- und Handlungszeit, die zu den kürzesten unter den Säugetieren gehört, ist der Sternmull hervorragend an Landschaften angepasst, die einen großen Reichtum an kleinen Beutetieren aufweisen und die für andere Beutegreifer möglicherweise schwerer erschließbar sind. Abseits davon fressen die Tiere teilweise auch größere Beute wie Regenwürmer. Diese werden zumeist mit den Vorderfüßen gehalten und vollständig verschlungen. Ein Zerbeißen in mehrere Teile oder ein aufwendiges Zerkauen erfolgt selten. Für einen großen Regenwurm benötigt ein Tier fünf bis zehn Sekunden. Experimenten zufolge nimmt der Sternmull seine Beute über die fingerförmigen Hautanhänge auch mit Hilfe elektrischer Felder war.
Der Stoffwechsel ist intensiver als für ein Tier vergleichbarer Größe angenommen. Die nachgewiesene circadiane Aktivitätsrhythmik führt zu einer variierenden Körpertemperatur, die über 24 Stunden zwischen 36,6 und 38,8 °C schwankt. Generell ist die Körpertemperatur zwischen 0,6 und 1,7 °C höher als bei anderen grabenden Maulwürfen. Zudem kann der Sternmull sie relativ präzise regulieren. Der thermoneutrale Bereich wird mit 24,5 bis 33 °C angegeben. Höheren Außentemperaturen begegnen die Tiere mit stärkeren Aktivitäten unter der Erde. Der gesamte Temperaturhaushalt kann als Anpassung an die unterirdische oder teils wasserbewohnende Lebensweise aufgefasst werden, bei der einerseits die durch die aufwendige Grabetätigkeit entstehende Hitze abgegeben, andererseits Wärme als Schutz vor Auskühlung beim Aufenthalt im kälteren Untergrund gespeichert werden muss. Möglicherweise dienen die fingerförmigen Hautanhänge der Nase durch ihre vergleichsweise große Fläche und dünnen Hautschicht auch zur Ableitung überschüssiger Wärme und haben somit eine thermoregulierende Funktion. Bemerkenswert ist zudem, dass der Sternmull trotz seiner unterirdischen Lebensweise keinen Sauerstoffmangel toleriert, wodurch es bei Unterversorgung mit Sauerstoff weder zu einem Rückgang der Körpertemperatur noch des Stoffwechsels kommt. Eventuell resultiert dies aus der Anpassung an eine Lebensweise mit hoher sensorischer Befähigung bezüglich des Eimerschen Organs und des damit verbundenen Sauerstoffbedarfs.

### Fortpflanzung
Der Sternmull vermehrt sich monogam. Männliche und weibliche Tiere formen im Herbst Paare, die anschließende Verpaarung findet im Frühjahr statt. Der im Verlauf des Winters anschwellende Schwanz dient als Fettspeicher und somit als wichtiger Energielieferant für die Aufzuchtzeit. Bei den Männchen nehmen zudem ab Januar die Hoden an Größe zu und produzieren Spermien. Ihre Länge kann dann bis zu 28 mm betragen und ihr Gewicht knapp 9 % des Körpergewichts ausmachen. In der Regel bringt ein Weibchen nur einmal im Jahr, im Frühjahr, Nachwuchs zur Welt. Sollte jedoch der erste Wurf nicht erfolgreich sein, kann ein zweiter im späten Sommer folgen. Die Männchen trennen sich von ihrer Partnerin, sobald der Nachwuchs geboren ist. Die Tragzeit dauert etwa 45 Tage.
Ein Wurf besteht aus zwei bis sieben Jungen, der Durchschnitt liegt regional bei 4,4 bis 5,4. Ein Neugeborenes ist nackt, Ausnahmen sind einige bis zu 6 mm lange Vibrissen an der Schnauze. Außerdem hat es geschlossene Augen und Ohren. Es wiegt etwa 1,5 g bei einer Gesamtlänge von 49 mm, wovon 7 mm auf den Schwanz entfallen. Die charakteristischen fingerförmigen Hautanhänge bilden sich schon embryonal bei einer Körperlänge von 16 mm. Anfangs bestehen sie nur aus leichten Schwellungen mit rückwärts gerichteten Spitzen. Sie teilen sich kurz vor der Geburt in einzelne Tentakel auf, nach der Geburt richten sich die Spitzen in ihre endgültige Position. Die Jungen werden in einem kugeligen Nest aus Pflanzenmaterial aufgezogen, das einen Durchmesser von rund 23 cm aufweist. Die ersten Haare wachsen am zehnten Lebenstag. Nach rund zwei Wochen öffnen sich die Augen und Ohren, ebenso sind die fingerförmigen Hautanhänge einsatzbereit. Mit einem Gewicht on 31 bis 33 g oder nach drei bis vier Wochen ist der Nachwuchs unabhängig, die sexuelle Reife setzt nach rund zehn Monaten ein. Die Lebenserwartung wird auf drei bis vier Jahre geschätzt. Wie bei den Eigentlichen Maulwürfen aber abweichend von einem Großteil der Neuweltmaulwürfe können Weibchen des Sternmulls als Hermaphroditen auftreten und haben sowohl eine penisartige Klitoris als auch Zwitterdrüsen.

### Fressfeinde und Parasiten
Zu den Fressfeinden des Sternmulls zählen unter anderem verschiedene Eulen, Greifvögel und Skunks. Während nach Untersuchungen von Gewöllen der Waldohreule aus unterschiedlichen Bereichen in Nordamerika nur Spuren des Sternmulls nachgewiesen wurden, erreicht die Art bei der Schleiereule im US-Bundesstaat Ohio einen Anteil an der erlegten Biomasse von gut 2,4 %. Dies ist allerdings ein geringer Prozentsatz gegenüber der Hauptbeute, der Wiesenwühlmaus, die rund drei Viertel ausmacht. In seltenen Fällen wurde beobachtet, dass das Streifen-Backenhörnchen an Kadavern des Sternmulls frisst. Ebenso fallen Tiere mitunter der Kornnatter zum Opfer.
Als äußere Parasiten treten Milben in Erscheinung, die unter anderem mit Androlaelaps, Orycteroxenus, Glycyphagus, Haemogamasus, Eulaelaps, Pygmephorus und Eadiea nachgewiesen sind. An Flöhen wurden unter anderem Ctenophthalmus, Ceratophyllus, Megabothris und Nearctopsylla belegt. Hinzu kommen Zecken wie Ixodes. Einzelnen Studien zufolge zeigen einige Ectoparasiten nur wenige Anpassungen an den Sternmull und werden wohl von Nagetieren und Spitzmäusen übertragen. Zu den inneren Parasiten gehören verschiedene Würmer, darunter Ectosiphonus aus der Gruppe der Kratzwürmer, aber auch Fadenwürmer und Bandwürmer. Des Weiteren ist der Befall durch Kokzidien dokumentiert, so unter anderem durch Eimeria und Isospora.

## Systematik
Der Sternmull ist eine Art aus der Gattung Condylura, welche nur diese enthält und somit als rezent monotypisch eingestuft wird. Art und Gattung gehören zur Familie der Maulwürfe (Talpidae). Innerhalb der Maulwürfe bildet der Sternmull die ebenfalls monotypische Tribus der Condylurini. Äußerlich ähnelt der Sternmull mit seinem kompakten Körperbau und den großen schaufelförmigen Vorderfüßen den meisten grabenden Maulwürfen. Als anatomische Besonderheit können die sternenförmig um die Nase angeordneten fingerförmigen Hautanhänge aufgefasst werden. Anders als es der typisch maulwurfsartige Körperbau vermuten lässt, lebt der Sternmull nicht rein unterirdisch, sondern hält sich teilweise auch im Wasser auf. Molekulargenetischen Untersuchungen zufolge stellen die Eigentlichen Maulwürfe (Talpini) und die Desmane (Desmanini) die nächsten Verwandten dar. In das nähere Verwandtschaftsumfeld gehört zudem eine Klade bestehend aus den verschiedenen Spitzmulllen Nordamerikas und Asiens. Die einzelnen Linien trennten sich bereits vor 37 bis 34 Millionen Jahren im Oberen Eozän voneinander ab. Alle genannten Gruppen formen zusammen die Altweltmaulwürfe (Talpinae), in die zusätzlich noch die Neuweltmaulwürfe (Scalopini) eingeschlossen sind. Somit vereinen die Altweltmaulwürfe sowohl unterirdisch lebende als auch an eine semi-aquatische Lebensweise angepasste Tiere aus Eurasien und aus Nordamerika. Den Altweltmaulwürfen wiederum stehen die Spitzmausmaulwürfe (Uropsilinae) als Schwestergruppe gegenüber, die sich bereits vor rund 47 Millionen Jahren im Mittleren Eozän abgespalten hatten.
Dem Sternmull werden häufig zwei Unterarten zugesprochen. Da sowohl die Tribus als auch die Gattung rezent monotypisch sind, kann folgende Gliederung für erstere vorgenommen werden:
- Tribus: Condylurini Gill, 1875

- Gattung: Condylura Illiger, 1811

- Condylura cristata (Linnaeus, 1758)

- C. c. cristata (Linnaeus, 1758); Kanada und USA: von der Atlantikküste von Labrador bis in das ostzentrale Manitoba, südöstliche North Dakota, zentrale Wisconsin, südliche Indiana, nordöstliche Ohio, zentrale West Virginia und zentrale Virginia
- C. c. parva Paradiso, 1959; USA: vom zentralen West Virginia und zentralen Virginia südwärts bis in das östliche Tennessee und westliche South Carolina sowie entlang der Küste bis in das südöstliche Georgia

Die Unterscheidung verschiedener Unterarten ist nicht vollständig akzeptiert. Allgemein sind die Tiere aus dem südlichen Verbreitungsgebiet kleiner als jene aus dem nördlichen. Die Übergänge sind jedoch fließend. Eine weitere Unterart, C. c. nigra, aus Nova Scotia, eingeführt von Ronald Ward Smith im Jahr 1940, wird einerseits als synonym zu C. c. cristata, andererseits zu C. c. parva angesehen. Im letzteren Fall wäre C. c. parva im Sinne der Prioritätsregel ungültig. Ein formaler Vergleich beider Formen fand bisher nicht statt, die Typusfundstellen liegen jedoch mehr als 1600 km auseinander. Abweichend von den meisten Systematiken wird im Standardwerk Mammal Species of the World aus dem Jahr 2005 C. c. nigra als einzige weitere Unterart neben C. c. cristata angegeben. Der achte Band des Standardwerkes Handbook of the Mammals of the World aus dem Jahr 2018 übernahm diese Ansicht.
Neben der heutigen Art werden noch zwei fossile Vertreter unterschieden:
- Condylura izabellae Skoczeń, 1976
- Condylura kowalskii Skoczeń, 1976

Beide Arten wurden von Stanisław Skoczeń anhand von Funden aus Polen beschrieben. In seinem diesbezüglichen Aufsatz nannte er Condylura kowalskii zuerst. Zwischen den beiden Fossilformen bestehen keine größeren Unterschiede ausgenommen der Größenvariation. Es ist daher unklar, ob beide als eigenständig betrachtet werden können, für eine eindeutige Beurteilung ist weiteres und aussagekräftigeres Fundmaterial notwendig.
Abseits der beiden fossilen Arten werden in der Regel keine weiteren Formen zu Condylurus oder den Condylurini gestellt. Teilweise gilt aber die Gattung Achlyoscapter als möglicher Vorläufer. Sie wurde von J. Howard Hutchison im Jahr 1968 eingeführt, basiert aber auf recht spärlichem Fundmaterial.

## Forschungsgeschichte

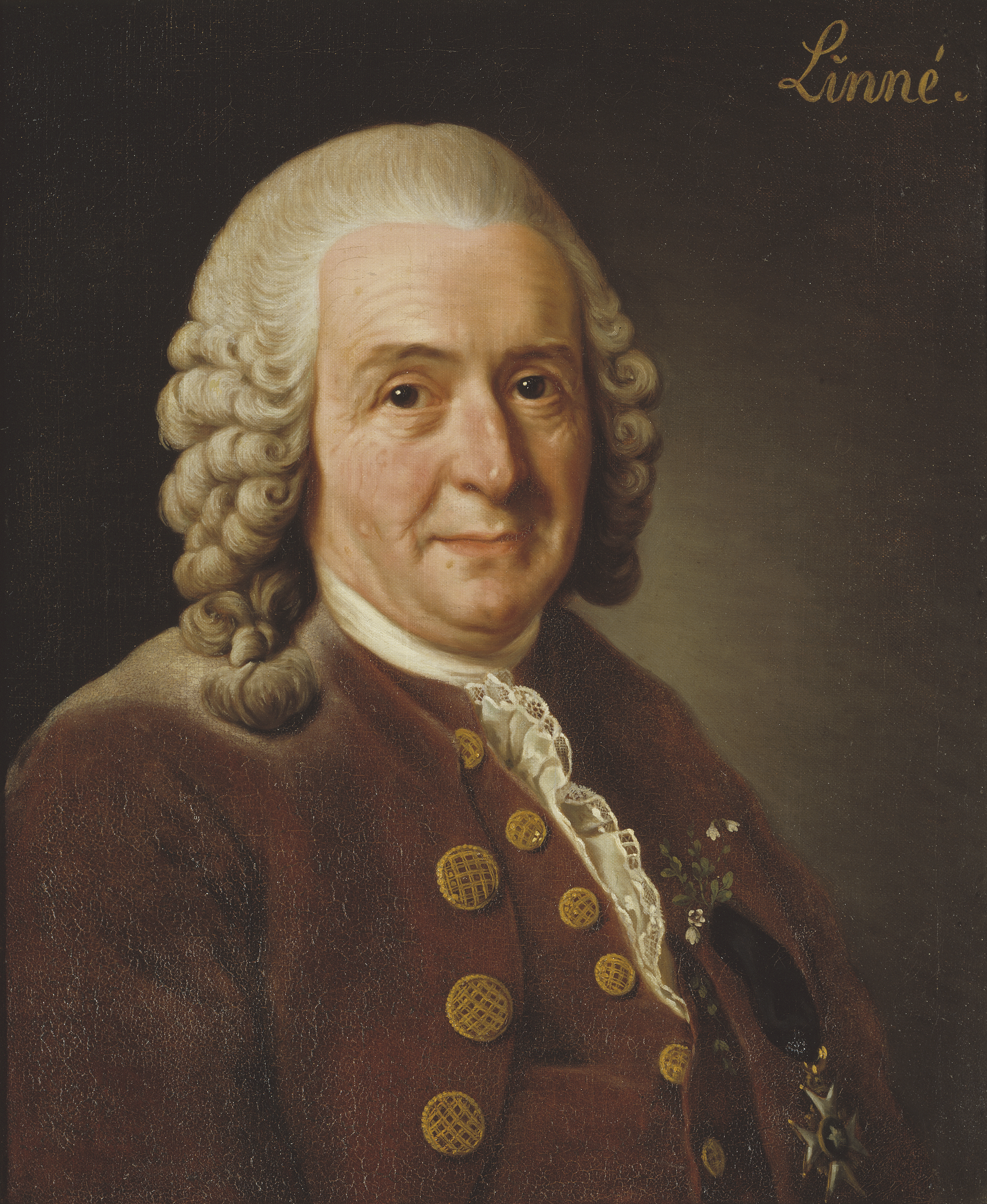
Carl von Linné

Den ersten schriftlichen Hinweis auf den Sternmull erhielt die westliche Wissenschaft durch den finnisch-schwedischen Naturwissenschaftler Pehr Kalm. Dieser bereiste im Jahr 1748 Nordamerika und durchquerte dabei auch Pennsylvania. In seinen Reiseaufzeichnungen vermerkte er für den 12. Oktober 1748 die Sichtung von Maulwürfen am Schuylkill River nördlich von Philadelphia, von denen er ein Exemplar fing. Kalms dreibändige Reiseberichte erschienen Mitte der 1750er Jahre. Nur wenige Jahre später, 1758, führte Carl von Linné den Sternmull als Sorex cristata unter Berufung auf Kalm in seinem Werk Systema Naturae ein. Mit dem Verweis zur Gattung Sorex stellte Linnaeus den Sternmull somit zu den Rotzahnspitzmäusen, der Artzusatz cristata ist lateinischen Ursprungs (von crista für „Kamm“) und bezieht sich auf die sternenförmig angeordneten fingerförmigen Hautanhänge an der Nase. Linnés Beschreibung des Sternmulls ist zwar recht eindeutig, allerdings teils ungenau, da er unter anderem die Anzahl der Tentakel nur mit 10 bis 15 angab und den Schwanz als relativ kurz bezeichnete. Als Typusregion wies Linnaeus Pennsylvania aus. Hartley H. T. Jackson engte die Angabe im Jahr 1915 auf das östliche Pennsylvania ein.

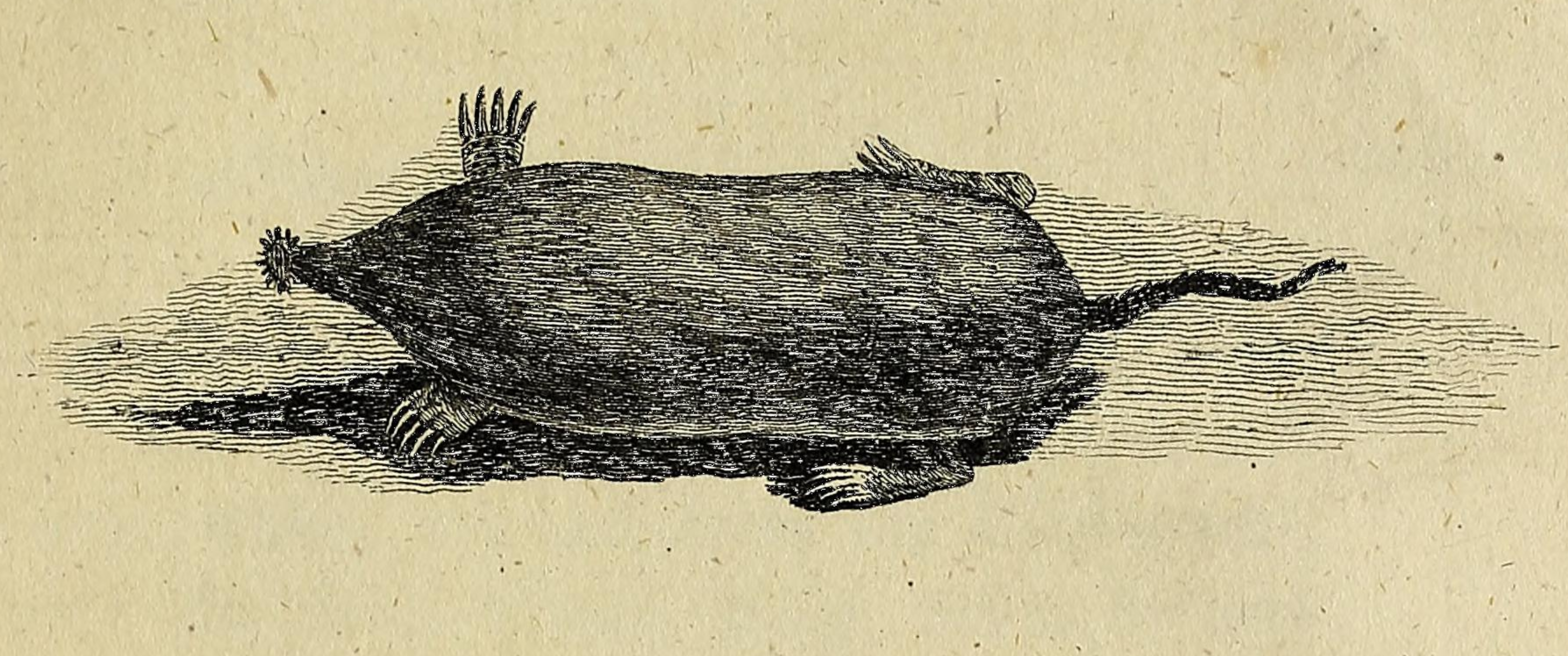
Zeichnerische Darstellung des Sternmulls nach Thomas Pennant, 1771

Eine erste bildliche Darstellung des Sternmulls wurde von Clément de la Faille im Jahr 1769 in einem umfangreichen Aufsatz über Maulwürfe und deren Bekämpfung abgedruckt. Er verwies hierbei auf einen taupe du Canada („Kanadischer Maulwurf“), dem er die wissenschaftliche Bezeichnung Talpa canadensis zuwies und dessen Belegexemplar vom damaligen Gouverneur von Louisiana in Kanada gesammelt worden war. Weitere Erwähnungen finden sich dann bei Thomas Pennant in seiner Synopsis of Quadrupeds aus dem Jahr 1771. Hierin beschrieb er zwei Maulwürfe, einerseits einen radiated mole („Strahlenmaulwurf“), den er mit Linnaeus’ Sorex cristata identifizierte, andererseits einen longtailed mole („Langschwanz-Maulwurf“). Möglicherweise ist letzterer auch mit dem Sternmull gleichsetzbar, da Pennant in späteren Ausgaben ebenfalls fingerförmige Hautanhänge bei diesem erwähnte. Sowohl Linnaeus’ als auch Pennants Angaben zum Sternmull wurden in den nachfolgenden Jahren vielfach in naturgeschichtlichen Werken rezipiert. So auch von Eberhard August Wilhelm von Zimmermann im Jahr 1777, der aber die Eingliederung in die Gattung Sorex durch Linnaeus aufhob, indem er den Sternmull mit Talpa cristata benannte. Gleiches tätigte George Shaw im Jahr 1800, in dem er Pennants radiated mole als Talpa radiata führte (und diesen auch als identisch mit dem longtailed mole ansah). Allerdings übernahm Shaw auch de la Failles Beschreibung des taupe du Canada und wies diesen separat als Sorex radiatus aus.
Ähnlich wie einige Autoren zuvor bezog sich auch Johann Karl Wilhelm Illiger in seinem im Jahr 1811 erschienenen Werk Prodromus Systematis Mammalium et Avium auf bereits bestehende Beschreibungen des Sternmulls. Illiger kreierte hierbei aber die neue Gattung Condylura für den Sternmull. Der Name leitet sich von den griechischen Wörtern κόνδυλος (kondylos) für „Gelenk“ oder „Beule“ und οὐρά (oura) für „Schwanz“ ab. Illiger selbst bot die Übersetzung „Knotenschwanz“ an. Vermutlich orientierte sich Illiger bei der Namensvergabe an de la Failles Zeichnung des taupe du Canada, welche im Jahr 1778 auch in der deutschen Übersetzung des Werkes abgedruckt war und bei der der Schwanz des Tieres in einzelne beulenartige Segmente aufgeteilt ist, die ihm den Anschein einer Perlenschnur geben. Der Effekt war später durch eine Zeichnung bei Shaw, die im Jahr 1800 seine Art Sorex radiatus wiedergab, noch verstärkt worden. Im weiteren Verlauf wurden noch andere Gattungsnamen vorgeschlagen, wozu unter anderem Talpasorex von Heinrich Rudolf Schinz aus dem Jahr 1821, Astromycter von Thaddeus William Harris aus dem Jahr 1825 oder Rhinaster von Johann Georg Wagler aus dem Jahr 1830 gehören. Letztere beiden Bezeichnungen beziehen sich auf die anatomische Besonderheit der Nase mit den fingerförmigen Hautanhängen. Wagler wies in einer Fußnote auch darauf hin, dass der Schwanz im Gegensatz zu Illigers Annahme keine knotenartigen Auswüchse aufweist und bot daher seinen Gattungsnamen als Alternative an, den er mit „Sternnase“ übersetzte. Unabhängig der verschiedenen Namensvorschläge ist gemäß der Prioritätsregel der zoologischen Nomenklatur Condylura der heute gültige Gattungsname.

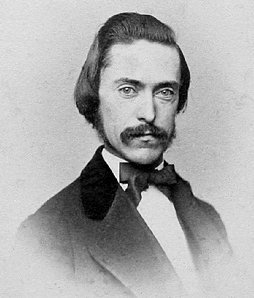
Theodore Gill

In der höheren Systematik wird heute Theodore Gill die Autorschaft für die Tribus der Condylurini zugesprochen. Er wies im Jahr 1875 den Sternmull in einer Gliederung der Insektenfresser der Unterfamilie der Condylurae zu und setzte die Art so von anderen Maulwürfen ab. Teilweise wurde dafür auch Édouard Louis Trouessart angesehen, der im Jahr 1879 die Bezeichnung Condylureae nutzte. Die aus heutiger Sicht korrekte Bezeichnung der Unterfamilie als Condylurinae geht auf Oldfield Thomas aus dem Jahr 1912 zurück. In der forschungsgeschichtlichen Vergangenheit wurden die tatsächliche systematische Position und Verwandtschaftsverhältnisse des Sternmulls unterschiedlich bewertet. Die im letzten Viertel des 19. Jahrhunderts favorisierte und später von Thomas fortgeführte Eingliederung in die eigenständige Unterfamilie der Condylurinae hielt sich noch bis Mitte des 20. Jahrhunderts. Spätere Autoren wie Leigh Van Valen etwa verschoben den Sternmull auf den Rang einer Tribus innerhalb der Unterfamilie der Eigentlichen Maulwürfe. Alternativ wurde er auch innerhalb der Neuweltmaulwürfe (als Unterfamilie der Scalopinae) geführt. Dass der Sternmull nur entfernt mit den Neuweltmaulwürfen verbunden ist, erbrachten jedoch biochemische Untersuchungen in den 1980er Jahren. Genetische Studien seit den 2000er Jahren bestätigten dann die näheren Beziehungen zu den Eigentlichen Maulwürfen und führten auch zur heutigen Gliederung der Maulwürfe.
Ebenso wie die systematische Position wurde auch die Anzahl der Arten innerhalb der Gattung Condylura diskutiert, wobei der größte Teil der benannten Formen aus dem 18. und 19. Jahrhundert stammt. Hierzu gehören neben der von Pennant 1771 angenommenen Zweiteilung in einen radiated mole und longtailed mole (und die teilweise daraus resultierenden Artbezeichnungen Talpa radiata und Talpa longicaudata) auch die von Harris 1825 postulierte Art Astromycter prasinatus aus dem US-Bundesstaat Maine oder die von Richard Harlan im gleichen Jahr aufgestellte Form Condylura macroura aus dem US-Bundesstaat New Jersey. Alle benannten Arten gelten heute als synonym zu Condylura cristata. Eine neben der Nominatform etwas abweichende Unterart namens C. c. nigra wurde von Ronald Ward Smith unter Berufung auf ein weibliches Individuum aus dem Kings County in der kanadischen Provinz Nova Scotia eingeführt, eine weitere, C. c. parva, geht auf John L. Paradiso aus dem Jahr 1959 zurück und basiert auf einem ausgewachsenen männlichen Exemplar aus dem Patrick County im US-Bundesstaat Virginia. Die Gültigkeit der beiden Unterarten ist nicht geklärt. Im Laufe der Zeit wurde der Sternmull mehrfach Revisionen unterzogen, die wichtigsten erfolgten durch Frederick William True im Jahr 1896, durch Hartley H. T. Jackson im Jahr 1915 sowie durch Karen E. Petersen und Terry L. Yates im Jahr 1980, letztere war verbunden mit einem Artporträt in der Fachzeitschrift Mammalian Species.

## Stammesgeschichte
Der Sternmull und dessen stammesgeschichtlichen Vorgänger sind bisher nur wenig im Fossilbericht vertreten. Der Ursprung der Gattung Condylura ist bisher ungeklärt. Für einige Autoren gilt Achlyoscapter als Vorläufer von Condylura. Die Gattung wurde von J. Howard Hutchison im Jahr 1968 anhand einiger Unter- und Oberkieferfragmente aus dem Quartz Basin im Osten des US-Bundesstaates Oregon eingeführt. Ähnlich dem heutigen Sternmull war der Unterkiefer sehr schlank und verfügte über die vollständige Bezahnung der Höheren Säugetiere, zudem besaßen die hinteren Zähne sehr niedrige Zahnkronen. Auch verweisen die zweiwurzeligen Prämolaren auf eine nähere Stellung zum Sternmull, während die fehlenden Diastemata bei Achlyoscapter einen markanten Unterschied bilden. Abseits der Funde aus Oregon liegt lediglich ein weiteres Unterkieferfragment mit einem erhaltenen ersten Molaren aus der Umgebung von Lemoyne im Keith County des US-Bundesstaates Nebraska vor, das zu Achlyoscapter gerechnet wird. Erstere Fundstelle wird dem Mittleren Miozän, letztere dem Oberen Miozän zugerechnet. Aufgrund des nur wenig umfangreichen Materials bleibt die tatsächliche systematische Stellung von Achlyoscapter ungeklärt.
Unter Vernachlässigung der Gattung Achlyoscapter kann auch eine eurasische Herkunft von Condylura nicht ausgeschlossen werden, was durch den Nachweis der bisher ältesten Fossilien dort bestärkt wird. Nordamerika als heutiges Verbreitungsgebiet wurde dann erst später erreicht. Ein einzelnes Fragment eines relativ massiven Oberarmknochens wurde am See Kalkaman im nordöstlichen Kasachstan entdeckt. Er datiert in das beginnende Obere Miozän vor 11,9 bis 11,1 Millionen Jahren. Neben diesem einzelnen Rest stammt das weitaus umfangreichere Fundmaterial von den Fundstellen Rębielice Królewskie und Węże im südlichen Polen und besteht aus Einzelzähnen sowie Gebissresten und Teilen des Bewegungsapparates. Entsprechend dem heutigen Sternmull ist der Unterkiefer sehr grazil. Am Oberarmknochen fällt seine massive Breite auf, die 63 % der Länge erreicht. Anhand des Fundmaterials wurden von Stanisław Skoczeń zwei Arten aufgestellt: Condylura izabellae und Condylura kowalskii. Für erstere liegen nur Beinreste vor, die etwas kleiner dimensioniert sind als die entsprechenden Knochen von letzterer. Rębielice Królewskie und Węże datieren beide in das Unterste Villafranchium, was mit dem beginnenden Oberen Pliozän vor rund 3,5 Millionen Jahren korreliert. Die Fundstellen zeichnen sich durch eine vielfältige Säugetierfauna aus, die eine wasserreiche Landschaft rekonstruieren lassen.
Weiteres Fundmaterial ist aus Nordamerika bekannt. Ein einzelner Oberarmknochen entstammt wohl der Rattlesnake-Formation in Oregon und gehört damit dem Oberen Miozän vor 8 bis 6 Millionen Jahren an. Sein Verweis zur Gattung Condylura ist aber nicht ganz eindeutig. Fossilnachweise der heutigen Art wurden von mehreren pleistozänen Fundstellen berichtet. Sie kamen allesamt aus Regionen zu Tage, die im heutigen Verbreitungsgebiet des Sternmulls liegen, ihr Alter reicht bis zu 700.000 Jahre zurück. Von Bedeutung sind etwa die Reste aus der Crankshaft Cave im Jefferson County im US-Bundesstaat Missouri ebenso wie aus einer Doline bei New Paris im Bedford County von Pennsylvania. Letztere enthielt mehr als 2700 Wirbeltierfunde, darunter mehrere Unterkiefer und Elemente des Körperskeletts des Sternmulls. Im Vergleich zu den heutigen Tieren sind die Knochen aus New Paris etwas robuster gestaltet. Radiocarbondaten ergaben ein Alter von etwa 11.300 Jahren vor heute.

## Bedrohung und Schutz
Laut IUCN ist der Bestand des Sternmulls „nicht gefährdet“ (least concern). Als Begründung hierfür gibt die Naturschutzorganisation die weite Verbreitung und das Fehlen größerer Bedrohungen an. Die Gesamtpopulation gilt als stabil und ist nicht rückläufig. Die Art kommt in mehreren Schutzgebieten vor, hierzu zählt unter anderem der Great-Smoky-Mountains-Nationalpark in den Appalachen.